# Joel Mull
Joel Mull (* 1975 in Stockholm) ist ein schwedischer DJ, Produzent und Remixer in der elektronischen Musikszene. Er ist auch unter den Namen Damm, Dr. Snuggles, Icarus und Screwball Jams bekannt.
Anfang der 1990er Jahre begann seine Zusammenarbeit mit Adam Beyer. Später wurde er bei Drumcode unter Vertrag genommen, wo er unter anderem auch mit Cari Lekebusch Produktionen anfertigte. Viele Produktionen seiner Diskographie sind auch auf anderen Labels erschienen, wie zum Beispiel Primevil, Hybrid, SVEK und Code Red.
Ab Mitte der 1990er Jahre wurde Joel Mull als DJ für Veranstaltungen im Ausland gebucht.
1998 gründete er sein eigenes Label Inside Records in Stockholm. Zusammen mit Adam Beyer bildete er das Musikprojekt Safety Session sowie mit Adam Beyer und Peter Benisch das Projekt Slaughterhouse.

## Diskografie (Auswahl)
Remixe
- Ben Sims – Manipulated
- Mijk van Dijk & Thomas Schumacher – Delivery
- The Advent – Recreations